# Anđelko Milardović
Anđelko Milardović (* 12. November 1956 in Ogulin, Kroatien) ist ein kroatischer Politikwissenschaftler, Soziologe und Professor für Politikwissenschaften.
Milardović ist ein wissenschaftlicher Mitarbeiter am Institut für Migration und Ethnische Studien in Zagreb. Er ist der Gründer und Leiter des Zentrums für politische Forschung, und der Denkfabrik Institut für Europäische Studien und Globalisierung. Er ist Gastprofessor an der Universität Zagreb, Dubrovnik, Osijek und Koprivnica.
Er lebt und arbeitet in Zagreb.
| Personendaten    | Personendaten                      |
| ---------------- | ---------------------------------- |
| NAME             | Milardović, Anđelko                |
| KURZBESCHREIBUNG | kroatischer Politikwissenschaftler |
| GEBURTSDATUM     | 12. November 1956                  |
| GEBURTSORT       | Ogulin, Kroatien                   |